# تل آهک پزی
تل آهک پزی مربوط به دوران پیش از تاریخ ایران باستان است و در شهرستان اقلید، بخش حسن‌آباد، روستای لاله گون واقع شده و این اثر در تاریخ ۱۲ بهمن ۱۳۸۱ با شمارهٔ ثبت ۷۳۲۵ به‌عنوان یکی از آثار ملی ایران به ثبت رسیده است.